# Ист Данди (Илиноис)
Ист Данди (енгл. East Dundee) град је у америчкој савезној држави Илиноис.

## Демографија
По попису из 2010. године број становника је 2.860, што је 95 (-3,2%) становника мање него 2000. године.
| Група             | 2000.         | 2010.         |
| Белци             | 2.725 (92,2%) | 2.471 (86,4%) |
| Афроамериканци    | 29 (1,0%)     | 63 (2,2%)     |
| Азијати           | 51 (1,7%)     | 76 (2,7%)     |
| Хиспаноамериканци | 116 (3,9%)    | 226 (7,9%)    |
| Укупно            | 2.955         | 2.860         |